# Histoire de la géopolitique
L'histoire de la géopolitique est l'histoire de la création et du développement de la géopolitique comme discipline académique et comme pratique. 

## Vue d'ensemble
À ses débuts, la pensée géopolitique peut être considérée matérialiste puisqu'elle repose sur le déterminisme géographique, à savoir que le milieu naturel influence le pouvoir des États ainsi que leurs relations. Friedrich Ratzel, parmi les pères fondateurs de la discipline, cherche à découvrir des lois objectives qui régiraient la « stratégie mondiale ». Pour cela, il passe par une métaphore biologisante en comparant l'État à un organisme vivant qui doit lutter pour sa survie, à l'intérieur d'un cadre déterminé. 
À partir de la Guerre froide, émerge une réflexion inspirée du réalisme politique. Ainsi, Saul Cohen (1973) caractérise la géopolitique comme l'étude de la « relation entre le pouvoir politique international et les caractéristiques du cadre géographique ». Pour Samuel Huntington (1996), les conflits du XXIe siècle trouveraient leurs origines dans les oppositions supposées entre les différentes « civilisations » de la planète, et non pas dans les divergences idéologiques ou politiques.
On doit à l'historien hongrois Emil Reich (en) l'apparition du terme en anglais dès 1902, puis en 1904 dans son ouvrage Foundations of Modern Europe,,.

## Chronologie

### L'École allemande: la terre comme organisme vivant

#### LaGeopolitik, création allemande

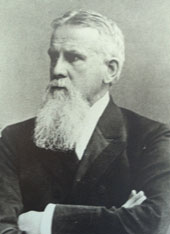
Friedrich Ratzel.

La géopolitique allemande – ou Geopolitik – repose sur les approches théoriques de Ratzel, qui donnera naissance à l'École de Berlin. Cette Geopolitik émerge avec la naissance du IIe Reich, dans la deuxième partie du XIXe siècle, qui cherche à se donner une légitimité territoriale et renforcer sa puissance. Elle est fortement influencée par des approches naturalistes ou environnementales comme celle du géographe Carl Ritter, de la pensée Georg Wilhelm Friedrich Hegel notamment diffusée par son disciple Ernst Kapp (en), ou encore le darwinisme social passé entre les mains du biologiste philosophe Ernst Haeckel, le père du terme « écologie ».
L'approche géographique de Ratzel, interprétée comme géopolitique, s'applique à démontrer que l'État, thème principal des travaux géopolitiques, est « comme un être vivant qui naît, grandit, atteint son plein développement, puis se dégrade et meurt ». L'État, pour vivre (ou survivre), doit s'étendre et fortifier son territoire. À travers ce prisme, Ratzel défend l'idée que l'Allemagne pour vivre doit devenir un véritable empire et donc posséder un territoire à sa mesure. Pour cela, il faut que le politique mette en place une politique volontariste afin d'accroître la puissance de l'État. Ce dernier a donc besoin pour se développer de territoires, d'un espace, l'espace nourricier, le Lebensraum (terme inventé par Ratzel), l'espace de vie (souvent traduit par espace vital).

#### La géopolitique national-socialiste
Les successeurs de Ratzel mettent cette nouvelle discipline au service du prince, c'est-à-dire du pouvoir. Les thèses de la géopolitique allemande trouvent ainsi un écho particulièrement fort sous le Troisième Reich. Les géopolitiques proposent alors au régime nazi une approche cartographique du monde où les « Grands Peuples » (grandes puissances) se partagent la planète en fonction d'alliances et d'une hiérarchie raciale des peuples. Cette Geopolitik active s'inscrit contre l'idée du droit des peuples à disposer d'eux-mêmes émise par la Société des Nations. Parmi les disciples de Ratzel, il faut citer le général bavarois Karl Haushofer, qui affine la notion d'espace de vie et la perception de l'espace dans un but hégémonique. Après la défaite de l'Allemagne en 1918 et le traité de Versailles, il devient l'un des chantres de la puissance allemande. Haushofer prévoit un partage du monde en quatre zones :
1. une zone paneuropéenne recouvrant l'Afrique et dominant le Moyen-Orient ; dominée par l'Allemagne,
2. une zone panaméricaine dominée par les États-Unis,
3. une zone panrusse incluant l'Asie centrale et l'Asie du Sud dominée par la Russie,
4. une zone panasiatique dominée par le Japon, alliée de l'Allemagne, recouvrant l'Extrême-Orient (Chine), l'Asie du Sud-Est et le Pacifique Nord. Cette partition du monde permet de contrer l'encerclement anglo-saxon.

Cette application par le politique d'une discipline percevant l'État comme un organisme et à but hégémonique est appliquée au cours de la Seconde Guerre mondiale.
À la suite de ses dérives, au sortir de la guerre, la géopolitique tant en Allemagne qu'ailleurs dans le monde est bannie des milieux universitaires et des États-majors, au profit d'autres approches du monde. D'ailleurs, les disciplines géographiques ont renoncé à réutiliser ces approches jusqu'aux années 1970-1980.

### L'École anglo-américaine: théories du Heartland, Rimland et Sea power

#### Alfred Thayer Mahan et le sea power
Cette École définit la puissance d'un État (en l'espèce le Royaume-Uni) par la domination des mers ou océans (théorie de l'empire maritime). Alfred Mahan, commentateur de la stratégie navale mondiale et des relations internationales pensait que la prédominance internationale était étroitement liée à la mer tant dans une optique commerciale en temps de paix que du contrôle de cette dernière en temps de guerre. Son travail consiste donc dans l'étude des principes stratégiques historiques régissant le contrôle des mers. Ce dernier s'inspire du travail de Jomini, en se focalisant sur la question des positionnements stratégiques.

#### Mackinder et le Heartland
Principal contributeur, Halford John Mackinder (1861-1947) conçoit la planète comme un ensemble composé par un océan mondial (9/12e), une île mondiale (2/12e - Afrique, Asie, Europe) et de grandes îles périphériques ou Outlyings Islands (1/12e - Amérique, Australie).
Pour Mackinder, afin de dominer le monde, il faut dominer l'île mondiale et principalement le cœur de cette île, le Heartland, véritable « pivot géographique de l'histoire » (allant de la plaine de l'Europe centrale à la Sibérie occidentale et en direction de la Méditerranée, du Moyen-Orient et de l'Asie du Sud). Ainsi, l'Empire britannique, qui s'est construit sur la domination des océans, doit désormais, pour rester une grande puissance mondiale, s'attacher à se positionner sur terre en maîtrisant les moyens de transport par voie de chemin de fer. L'approche géopolitique anglaise renvoie à cette volonté de domination du monde via le commerce, en contrôlant les mers, puis désormais les terres, se faisant l'héritière directe, non seulement de la géopolitique allemande, mais aussi des premiers navigateurs anglais, comme Walter Raleigh : « Qui tient la mer tient le commerce du monde ; qui tient le commerce tient la richesse ; qui tient la richesse du monde tient le monde lui-même ».
La géopolitique de Mackinder est à replacer dans une perspective de concurrence entre la puissance maritime britannique et la puissance allemande qui, à travers son contrôle de la Mitteleuropa, tend vers le contrôle du heartland (voir Théorie du Heartland).

#### Nicholas Spykman et le Rimland
Nicholas Spykman peut être considéré comme un disciple critique d'Alfred Mahan et Halford Mackinder. Son travail se fonde sur les mêmes postulats que ceux de Mackinder: L'unité de la politique globale et des mers. Ce dernier étend en outre cette théorie à la dimension aérienne. Spykman tout en adoptant les divisions géographiques de Mackinder renomme certaines:
- Le Heartland ;
- Le Rimland ; Les coastlands de Mackinder - qu'il appelle « bord des terres » ou « anneau des terres ». Ce territoire périphérique serait coincé entre le cœur européen (Allemagne, Russie) et les mers contrôlés par les Anglais.

Spykman pense que les États-Unis doivent contrôler les États de ce rimland afin de s'imposer comme puissance entre ces empires européens et ainsi dominer le monde.
L'École américaine a aussi expliqué comment les grands empires d'Asie avaient réussi à se stabiliser dans le temps en se basant seulement sur l'administration très hiérarchisée de l'irrigation dans les territoires ou l'Asie des moussons. C'est la théorie des despotismes orientaux, grande thèse de géopolitique. L'École américaine – ou École de Berkeley - s'est toujours intéressée à la dimension culturelle qui marque l'espace terrestre.
Le retour de la géopolitique américaine se poursuit au XXe siècle avec les thèses de Samuel Huntington dans Le Choc des civilisations.

### L'École française et la géographie politique

#### Montesquieu et la théorie des climats
Montesquieu (1689-1755) dote la théorie des climats d'une force retentissante en l'appliquant au seul domaine politique. Il l'esquisse d'abord dans les Lettres persanes, puis lui donne une place considérable dans De l'esprit des lois :

« Ce sont les différents besoins dans les différents climats, qui ont formé les différentes manières de vivre ; et ces différentes manières de vivre ont formé les diverses sortes de lois »

— Montesquieu, L’Esprit des lois, 3e partie, Livre XIV, chap. X.
Montesquieu évoque l'idée selon laquelle l'Homme est influencé par son climat. Pour lui, le climat tempéré de la France est idéal pour le développement d'un système politique.

#### Élisée Reclus
Géographe libertaire, Élisée Reclus (1830-1905) est considéré comme l'un des précurseurs de la pensée géopolitique française notamment par son ouvrage, Nouvelle Géographie universelle.
Comme Ratzel, il envisage la géographie dans une vision globale, toutefois ce dernier s'oppose à Ratzel car il considère que la géographie n'est pas immuable, elle évolue en fonction de sa dimension sociale. L’École française de géopolitique s'est développée en réponse à la conception allemande de la géopolitique. D'après Yves Lacoste, l'un des ouvrages de Paul Vidal de la Blache (1845-1918), père de l'École française de géographie, La France de l'Est (1917) doit être analysé comme un ouvrage géopolitique dans la mesure où Vidal de la Blache explique les raisons de l'appartenance de l'Alsace et la Lorraine à la France.

#### Fernand Braudel, Vidal de la Blache et les temps longs
Fernand Braudel en s'inspirant des travaux de Paul Vidal de la Blache (1845-1918) s'emploie à développer une méthode d'analyse historico-géographique. Cette Méthode est incarnée par ses ouvrages La Méditerranée et le monde méditerranéen à l'époque de Philippe II, Grammaire des civilisations, et plus tard par une série d’articles méthodologiques qu’il publie en 1969 dans Écrits sur l'Histoire.
Ces travaux consistant à s'intéresser à des zones particulières sur de longues périodes en se détachant d'événements particuliers considérés comme non pertinents sont à rapprocher des échelles mutiscalaires (diachronie) développées par Yves Lacoste.

#### Jacques Ancel
Le géographe Jacques Ancel (1882-1943), auteur d'ouvrages sur la question des nationalités dans l'Empire austro-hongrois, s'intéresse aux questions des frontières définies comme des « isobare(s) politique(s), qui fixe(nt), pour un temps, l'équilibre entre deux pressions ; équilibre de masses, équilibre de force », reprenant les travaux d'André Chéradame.
S'il existe une géopolitique française, c'est surtout dans la contestation de l'approche géopolitique allemande et de ses légitimations déterministes. Chéradame, dès 1916, condamne les dérives de la Geopolitik allemande dans son ouvrage Le plan pangermaniste démasqué. Le redoutable piège berlinois de la partie nulle. Dans l'entre-deux-guerres, l'amiral Raoul Castex (1878-1968) synthétise la stratégie navale dans son ouvrage à portée géopolitique Théories stratégiques(1929).
Il semble toutefois que ces trois directions ne soient pas aussi éloignées les unes des autres. En effet, toutes trois proposent une géopolitique dynamique, active, percevant l'État comme un organisme qui doit vivre ou survivre face à la concurrence d'autres États.

#### Yves Lacoste
La géopolitique, après avoir été bannie comme savoir scientifique, a retrouvé une nouvelle légitimité d'approche à la suite des différents conflits qui ont émergé dans les années 1970. Par un article qu'il publie dans Le Monde, 8 juin 1972, ayant trait à la guerre du Vietnam, Yves Lacoste propulse le concept de géopolitique sur le devant de la scène. Il est le fondateur de la revue Hérodote, et initiateur du futur Institut français de géopolitique (IFG), dirigé actuellement par Jérémy Robine.
Dans son essai La géographie, ça sert, d'abord, à faire la guerre, le géographe et géopolitologue Yves Lacoste dénonce la mainmise des différents États-majors (politique, militaire, financier, économique) sur les savoirs cartographiques et géographiques limités à des perspectives stratégiques. Il souhaite une vulgarisation de l'approche géographique. À la même période, autour d'un cénacle d'enseignants de divers horizons, il lance la revue Hérodote qui se veut une revue de stratégie et de géopolitique. Lacoste définit la nouvelle géopolitique comme « l'étude des interactions entre le politique et le territoire, les rivalités ou les tensions qui trouvent leur origine ou leur développement sur le territoire ».
Disciple de Lacoste, Pascal Lorot travaille sur les relations entre géopolitique et économie et fonde la géoéconomie.[réf. nécessaire]